# József Tamás
József Tamás (* 12. November 1944 in Siculeni, Rumänien) ist ein rumänischer Geistlicher und emeritierter römisch-katholischer Weihbischof in Alba Iulia.

## Leben
József Tamás empfing am 21. April 1968 das Sakrament der Priesterweihe für das Bistum Alba Iulia.
Am 18. Dezember 1996 ernannte Papst Johannes Paul II. ihn zum Titularbischof von Valabria und bestellte ihn zum Weihbischof in Alba Iulia. Der Erzbischof von Alba Iulia, György Jakubinyi, spendete ihm am 1. März 1997 die Bischofsweihe; Mitkonsekratoren waren der emeritierte Erzbischof von Alba Iulia, Lajos Bálint, und der Apostolische Nuntius in Rumänien, Erzbischof Janusz Bolonek.
Papst Franziskus nahm am 24. Dezember 2019 seinen altersbedingten Rücktritt an.